# Коломбар
Коломбар (фр. Colombard) — технический (винный) сорт винограда, используемый на юго-западе Франции, в США и ЮАР для производства белых вин и бренди (включая знаменитые французские коньяки и арманьяки).

## Происхождение
Родиной сорта считается Шаранта, а точнее — окрестности коммуны Бюри, которые занимает аппелласьон (AOC) Les Borderies. Впервые упоминается между 1706 и 1716 годами в Ла-Рошели. Генетические исследования, проведённые в 2013 году, показали, что сорт выведен скрещиванием Гуэ блан × Шенен-блан.
Название, скорее всего, происходит от французского слова colombe, означающего голубя. По-видимому, имеется в виду сероватый оттенок ягод, в чём-то напоминающий оперенье голубя.

## География
В США сортом занята самая большая площадь виноградников — в конце 1980-х им было занято почти 36 420 га или 40%. С тех пор ситуация изменилась в пользу шардоне, и в конце 2010-х коломбар занимал 10 508 га, в основном в Калифорнии. В ЮАР на 2008 год сортом было занято 11 877 га. 
На своей родине, во Франции, сорт терял популярность примерно до 1980-х, но затем начался взлёт, и по состоянию на 2008 год им было занято 7790 Га, что делало его тогда седьмым по популярности белым сортом винограда. Коломбар культивируется в основном в департаментах Приморская Шаранта, Шаранта, Дордонь, Ло и Гаронна и Ланды. Сорт культивируют в незначительных количествах и в районе Бордо.
В Австралии сорт занимал 2669 Га виноградников в регионах Риверлэнд, Риверина и Муррей-Дарлинг.

## Основные характеристики
Кусты среднерослые.
Листья средние, почти округлые, трёх- или пятилопастные, слаборассечённые, слегка воронковидные, с приподнятыми краями, снизу с паутинистым опушением.
Цветок обоеполый.
Грозди средние, цилиндроконические, среднеплотные.
Ягоды средние, округлые, серые или белые с зеленоватым оттенком. Мякоть сочная.
Вызревание побегов хорошее. 
Сорт позднего периода созревания. Период от начала распускания почек до полной зрелости ягод составляет 150-155 дней при сумме активных температур 3200°С.
Урожайность высокая, 100-160 Ц/га.
Относительно устойчив против мильдью, восприимчив к оидиуму. Чувствителен к осенним заморозкам.

## Использование
Во Франции сорт оценивают ниже, чем уньи-блан или фоль бланш, но тоже используют для производства базовых сухих белых вин, позднее перегоняемых в коньяк и арманьяк. В XXI веке из сорта стали делать лёгкие, освежающие, со слегка цветочным ароматом столовые вина (фр. vin de pays) в винных регионах Кот де Гасконь и Шаранта.
В США из коломбара получают лёгкие, достаточно кислотные вина холодной ферментацией в стальных бочках. В ЮАР и Австралии, как и в США, используется холодная ферментация в стальных бочках, но там предпочитают использовать виноматериал для купажирования c шардоне или шененом.

## Синонимы
В базе VIVC приводится 30 названий, среди которых Bardero, Blanc Emery, Blanquette, Bon Blanc, Chabrier Vert, Colombier, Cuubzadais, Donne Rousse, Donne Verte, French Colombard,  Goulu Blanc, Gros Blanc Doux, Guentille, Martin Cot, Queue Tendre, Queue Verte, Semilao, Tourterelle, West's White Prolific.
Несмотря на некоторое пересечение в списках синонимов, сорт не является родственным винограду Colombaud. Также сорт зачастую путают с семильоном — у них обоих есть общие синонимы.